# All Pigs Must Die (gruppo musicale)
Gli All Pigs Must Die sono una band Hardcore Punk/Crust punk americana proveniente da Boston, Massachusetts.

## Storia
La band muove i primi passi nel 2009 per volontà di Kevin Baker (The Hope Conspiracy), Ben Koller (Converge), Adam Wentworth e Matt Woods (questi ultimi entrambi provenienti dai Bloodhorse).
Firmano il loro primo contratto con la Nonbeliever Records, etichetta sussidiaria della Shirts & Destroy e nel 2010 viene pubblicato il loro omonimo EP d'esordio. Ad occuparsi dell'artwork è Florian Bertmer, artista tedesco che firma le loro copertine.
Nel 2011 esce il loro primo EP intitolato God is War, stavolta per la Southern Lord Records. Dopo l'uscita di un secondo EP intitolato Curse of Humanity nel 2012, la band rientra in studio per le registrazioni del nuovo album che viene pubblicato l'anno seguente con il titolo di Nothing Violates This Nature; lo stesso anno vede anche l'uscita del loro terzo EP intitolato Silencer.
Dopo un periodo di inattività la band riprende l'attività live nel 2015 e l'anno successivo Brian Izzi si unisce alla band in veste di secondo chitarrista.

## Formazione
- Kevin Baker - voce
- Adam Wentworth - chitarra
- Brian Izzi - chitarra
- Matt Woods - basso
- Ben Koller - batteria

## Discografia

### Album in studio
- 2011 - God is War
- 2013 - Nothing Violates This Nature
- 2017 - Hostage Animal

### EP
- 2010 - All Pigs Must Die
- 2012 - Curse of Humanity
- 2013 - Silencer